# 홈 앤드 어웨이
홈 앤드 어웨이(영어: Home and Away)는 스포츠 경기에서 서로 다른 두 팀, 즉 홈 팀과 원정 팀이 각각 상대방의 홈 구장에서 한 번씩 대결하는 방식을 가리킨다. 주로 축구, 야구, 농구 등의 스포츠에서 널리 사용된다.
홈 경기에서는 홈 팀이 시설과 기타 환경에 적응하고 있는 점, 이동에 의한 피로가 없는 점 등에서 유리한 것으로 여겨진다. 또한 비교적 많은 현지 팬의 성원을 받고 있고 이에 따른 판정의 영향 등도 홈 팀에게 유리한 요소로 작용한다. 리그전을 통한 경기 수가 늘어남으로써 흥행 수입의 증가, 각각 홈 구장에서 경기를 개최함으로써 관객 동원의 균등화 등 프로 스포츠의 흥행 면에서의 이유도 있다.

## 같이 보기
- 원정 다득점